# Bisbat d'Ales-Terralba
El bisbat d'Ales-Terralba (italià: Diocesi di Ales-Terralba; llatí: Dioecesis Uxellensis-Terralbensis) és una seu de l'Església catòlica, sufragània de l'arquebisbat d'Oristany, que pertany a la regió eclesiàstica Sardenya. El 2012 tenia 99.336 batejats d'un total de 99.598 habitants. Actualment està regida pel bisbe Giovanni Dettori.

## Territori
La diòcesi comprèn els municipis de la província d'Oristany: Albagiara, Ales, Baradili, Baressa, Curcuris, Gonnoscodina, Gonnosnò, Gonnostramatza, Mogoro, Morgongiori, Pau, Pompu, San Nicolò d'Arcidano, Simala, Sini, Siris, Terralba, Uras, Usellus i Villa Verde. De la província de Sardenya del Sud comprèn els municipis d'Arbus, Collinas, Genuri, Gonnosfanadiga, Guspini, Las Plassas, Lunamatrona, Pabillonis, Pauli Arbarei, San Gavino Monreale, Sardara, Setzu, Siddi, Tuili, Turri, Ussaramanna, Villacidro i Villanovaforru.
La seu episcopal és la ciutat d'Ales, on es troba la catedral de Santi Pietro e Paolo. A Terralba hi ha la cocatedral de San Pietro.
El territori està dividit en 57 parròquies.

## Història
La diòcesi d'Uselli s'esmenta per primera vegada a finals del segle vi. El papa Gregori el Gran al·ludeix al bisbat d'Uselli en una carta a Gianuario de Càller el 591 (Jaffe, 1130). L'autor de Sardinia Sacra suposa que el nom del bisbe pot ser Vincenzo o Agató.
Gams menciona altres bisbes del primer mil·lenni, però el primer bisbe documenta després de la menció del Papa Gregori, és Pello (o Rello o Murrellu), esmentat en 1147 en un diploma de Santa Maria de Bonarcado.
L'antiga catedral d'Uselli va ser dedicada als sants màrtirs Just, Giustina i Enedina. La diòcesi va ser originalment sufragània de l'arxidiòcesi de Càller; al segle xi va esdevenir part de la recentment erigida província eclesiàstica de l'arxidiòcesi d'Oristany (Arborea).
Abans de 1182, però en una data desconeguda, després de la destrucció d'Uselli i la massacre dels seus habitants, la seu del bisbe es va traslladar a Ales, on l'església de Sant Pere va convertir-se en la catedral. El primer bisbe que ostentà el títol de bisbe d'Ales va ser Comita Pais. També aquesta era sufragània d'Oristany.
La diòcesi de Terralba va ser erigida en la primera meitat del segle xii; inclòs el territori de la curatòria de Bonurzoli i Part Montis. La catedral va ser construïda a partir de 1144 sota la direcció del bisbe Mariano.
Les dues seus d'Ales i Terralba van ser unides aeque principaliter pel Papa Juli II el 8 de desembre de 1503 amb la butlla Aequum reputamus; la seu es va situar a Ales.
Entre els bisbes d'Ales i Terralba destaquen en particular: Pedro del Frago Garcés, un teòleg al Concili de Trento; Miguel Beltrán, fundador dels Monts de Pietat, per lluitar contra la usura; Domenico Cugia, que va reconstruir la catedral; Francesco Masones y Nin, qui va establir el seminari diocesà; Giuseppe Maria Pilo, el que va afavorir la creació d'escoles en moltes parròquies de la diòcesi i de la construcció de cementiris fora de les ciutats; Francesco Zunnui Casula, teòleg al Concili Vaticà II i un partidari del dogma de la Immaculada Concepció.
El 30 de setembre de 1986, amb el decret Instantibus votis de la Congregació per als Bisbes, la unió va esdevenir plena i la diòcesi va assumir el seu actual nom.

## Cronologia episcopal

### Bisbes d'Uselli (Ales)
- Vincenzo o Agatone † (en temps del Papa Gregori el Gran)
- Antioco † (citat el 687 aproximadament)
- Stefano † (segle viii)
- Liberato † (citat el 778)
- Pello (o Rello o Murrellu) † (citat el 1147)
- Comita Pais † (citat el 1182)
- Mauro † (citat el 1182)
- Mariano † (citat el 1206)
- Giovanni Marras † (inicis de 1230 - finals de 1237)
- Anonimo † (citat el 1263)
- Roberto Drago, O.P. † (1312 - 1320 mort)
- Giovanni † (citat al juliol de 1330)
- Giovanni di Vieri † (27 de juliol de 1330 - 1367 mort)
- Giacomo † (16 d'agost de 1367 - 1373 renuncià)
- Obediència romana i pisana:
  - Cristoforo † (mencionat a inicis de 1396)
  - Gomezio †
  - Antonio di Roma † (28 de novembre de 1396 - 1402 deposat)
  - Giacomo II † (9 d'octubre de 1402 - 3 d'agost de 1403 nomenat bisbe de Lavello)
  - Giovanni III † (3 d'agost de 1403 - ?)
  - Pietro Spinola, O.S.B. † (11 de juliol de 1413 - ?)
- Obediència avinyonesa:
  - Pietro † (27 d'abril de 1412 - 8 d'octubre de 1414 nomenat arquebisbe de Càller)
- Bernardo o Leonardo Rubeo † (25 d'abril de 1418 - 1421 mort)
- Giovanni da Campolongo, O.Carm. † (14 de març de 1421 - ?1425 mort)
- Giacomo da Villanova, O.F.M. † (12 de desembre de 1425 - 1439 mort)
- Juan García de Aragón, O.P. † (1 de juliol de 1439 - 5 d'octubre de 1444 nomenat bisbe de Siracusa)
- Bernardo Michele, O.P. † (16 d'octubre de 1444 - 1 d'octubre de 1454 mort)
- Antonio di Vich † (18 de desembre de 1454 - 1455)
- Giovanni di Magarola † (1457 - 1463)
- Giovanni de la Bona † (18 de desembre de 1463 - 1484 mort)
- Pere Garcia † (21 de juliol de 1484 - 14 de juny de 1490 nomenat bisbe de Barcelona)
- Michele Danyon † (14 de juny de 1490 - 1493 mort)
- Giovanni Crespo o Crispi, O.E.S.A. † (2 d'octubre de 1493 - 18 de gener de 1507 mort)

### Bisbes de Terralba
- Mariano † (inicis de 1140 - finals de 10 de maig de 1144)
- Ildebrandino o Alibrandino † (citat el 1147)
- Mariano o Mariniano Zorrachi † (inicis de 1182 - 1206)
- Torgotorio de Muru † (vers 1210 - 30 d'octubre de 1224 nomenat arquebisbe de Oristany)
- Guantino da Siuru (Costantino) † (inicis de 1228 - 1248)
- Anònim † (citat el 1252)
- Anònim † (citat el 1254)
- Anònim † (citat el 1263)
- Furato † (citat el 1300)
- Oddone Sala, O.P. † (14 de març de 1300 - 7 de febrer de 1302 nomenat bisbe de Pola)
- Roberto Vacca, O.F.M. † (1 de setembre de 1302 - 1329 mort)
- Martino, O.S.A. † (20 d'octubre de 1329 - 1332 mort)
- Giovanni Rossi, O.Carm. † (6 d'abril de 1332 - 1356 mort)
- Guglielmo d'Aragona, O.P. † (15 de juny de 1356 - 1364 mort)
- Giovanni II † (13 de setembre de 1364 - 1389 mort)
- Obediència avinyonesa:
  - Pietro Ferrari, O.F.M. † (17 de setembre de 1389 - 1412)
  - Guglielmo Vacca, O.P. † (16 de setembre de 1412 - 1419)
- Obbedienza romana e pisana:
  - Francesco Pasarino † (25 d'octubre de 1378 - 1388)
  - Fennis † (citat el 5 de novembre de 1386 - 1409)
  - Francesco † (citat el 1409 - 1411)
  - Francesco di Roma, O.E.S.A. † (5 d'octubre de 1411 - 1412)
- Matteo Serra, O.P. † (21 de juny de 1419 - 1425 mort)
- Domenico Di Giovanni, O.P. † (28 de febrer de 1425 - 1436)
- Giacomo Fortesa † (27 de juny de 1436 - 1443)
  - Biagio Pyn, O.F.M. † (d'octubre de 1442 - ?) (antibisbe)
- Giovanni de Aranda, O.E.S.A. † (6 de setembre de 1443 - 16 d'octubre de 1444 nomenat bisbe titolar de Gabala)
  - Seu unida a Ales (1444-1475)
- Giovanni Pellis † (18 d'agost de 1475 - 1484 mort)
- Giovanni Orient, O.F.M. † (22 de setembre de 1484 - 1503 mort)
  - Sede vacante (1503-1507)

### Bisbes d'Ales e Terralba
- Giovanni Sanna † (27 de gener de 1507 - 23 de gener de 1516 nomenat arquebisbe de Sàsser)[1]
- Andrea Sanna † (10 de maig de 1521 - 3 d'agost de 1554 nomenat arquebisbe de Oristany)
  - Sede vacante (1554-1557)
- Gerardo Dedoni † (10 de desembre de 1557 - ? mort)
- Pedro del Frago Garcés † (6 de novembre de 1562 - 20 de desembre de 1566 nomenat bisbe de l'Alguer)
- Lorenzo di Villa, O.F.M. † (citat el 1567)
- Miguel Maigues o Manríquez, O.S.A. † (13 de desembre de 1568 - ? mort)
- Giovanni Cannavera o Cascavera, O.F.M.Conv. † (1 d'agost de 1572 - 1573 mort)
- Giovanni Manca † (8 d'octubre de 1574 - ? mort)
- Pedro Clement, O.Carm. † (23 de gener de 1585 - 1601 mort)
- Antonio Surreddu † (13 d'agost de 1601 - d'agost de 1605 mort)
- Lorenzo Nieto, O.S.B. † (17 d'abril de 1606 - 12 d'agost de 1613 nomenat bisbe de l'Alguer)
- Diego de Borja, O.F.M. † (26 d'agost de 1613 - 1615 mort)
- Gavino Manconi † (30 de maig de 1616 - 1634 mort)
- Melchiorre Pirella † (7 de maig de 1635 - 1637 mort)
- Miguel Beltrán † (13 de setembre de 1638 - 1643 mort)
- Antonio Manunta † (18 d'abril de 1644 - d'octubre de 1662 mort)
- Giovanni Battista Brunengo † (13 d'agost de 1663 - de novembre de 1679 mort)
- Serafino Esquirro † (15 de juliol de 1680 - 1681 mort)
- Domenico Cugia † (10 d'abril de 1684 - 1691 mort)
- Francesco Masones y Nin † (2 de gener de 1693 - 15 de setembre de 1704 nomenat arquebisbe de Oristany)
- Isidoro Masones y Nin † (15 de desembre de 1704 - de gener de 1724 mort)
- Salvatore Ruju † (17 de març de 1727 - de gener de 1728 mort)
- Giovanni Battista Sanna † (14 de juny de 1728 - de gener de 1736 mort)
- Antonio Giuseppe Carcassona † (26 de setembre de 1736 - 1 de maig de 1760 mort)
- Giuseppe Maria Pilo, O.Carm. † (25 de maig de 1761 - 1 de gener de 1786 mort)
- Michele Antonio Aymerich † (15 de setembre de 1788 - 23 de juliol de 1806 mort)
  - Sede vacante (1806-1819)
- Giuseppe Stanislao Paradisi † (29 de març de 1819 - 1822 mort)
  - Sede vacante (1822-1828)
- Antonio Raimondo Tore † (28 de gener de 1828 - 2 d'octubre de 1837 nomenat arquebisbe de Càller)
  - Sede vacante (1837-1842)
- Pietro Vargiu † (22 de juliol de 1842 - 1866 mort)
- Francesco Zunnui Casula † (22 de febrer de 1867 - 16 de gener de 1893 nomenat arquebisbe de Oristany)
- Palmerio Garau Onida † (12 de juny de 1893 - 27 de març de 1906 mort)
  - Sede vacante (1906-1910)
- Francesco Emanuelli † (29 d'agost de 1910 - 10 d'octubre de 1947 mort)
- Antonio Tedde † (5 de febrer de 1948 - 6 d'agost de 1982 mort)
- Giovanni Paolo Gibertini, O.S.B. (23 de març de 1983 - 30 de setembre de 1986 nomenat bisbe d'Ales-Terralba)

### Bisbes d'Ales-Terralba
- Giovanni Paolo Gibertini, O.S.B. (30 de setembre de 1986 - 11 de juliol de 1989 nomenat bisbe de Reggio Emilia-Guastalla)
- Antonino Orrù (9 d'abril de 1990 - 5 de febrer de 2004 jubilat)
- Giovanni Dettori, des del 5 de febrer de 2004

## Estadístiques
A finals del 2012, la diòcesi tenia 99.336 batejats sobre una població de 99.598 persones, equivalent al 99,7% del total.
| any  | població | població | població | sacerdots | sacerdots       | sacerdots       | sacerdots             | diaques | religiosos | religiosos | parroquies |
| ---- | -------- | -------- | -------- | --------- | --------------- | --------------- | --------------------- | ------- | ---------- | ---------- | ---------- |
| any  | batejats | total    | %        | total     | clergat secular | clergat regular | batejats por sacerdot | diaques | homes      | dones      |            |
| 1905 | 59.530   | ?        | ?        | 102       | 102             |                 | ?                     |         | ?          | ?          | 42         |
| 1959 | 100.000  | 100.000  | 100,0    | 85        | 80              | 5               | 1.176                 |         | 6          | 78         | 45         |
| 1969 | 104.310  | 104.310  | 100,0    | 93        | 89              | 4               | 1.121                 |         | 11         | 132        | 46         |
| 1980 | 100.005  | 100.190  | 99,8     | 75        | 71              | 4               | 1.333                 |         | 6          | 102        | 61         |
| 1990 | 104.250  | 104.500  | 99,8     | 75        | 71              | 4               | 1.390                 |         | 5          | 128        | 56         |
| 1999 | 102.981  | 102.981  | 100,0    | 76        | 69              | 7               | 1.355                 | 2       | 8          | 115        | 57         |
| 2000 | 102.621  | 102.900  | 99,7     | 76        | 69              | 7               | 1.350                 | 2       | 8          | 110        | 57         |
| 2001 | 102.539  | 102.803  | 99,7     | 77        | 71              | 6               | 1.331                 | 2       | 7          | 106        | 57         |
| 2002 | 104.024  | 104.364  | 99,7     | 78        | 72              | 6               | 1.333                 | 2       | 7          | 106        | 57         |
| 2003 | 101.546  | 102.016  | 99,5     | 79        | 71              | 8               | 1.285                 | 5       | 8          | 109        | 57         |
| 2004 | 101.377  | 101.700  | 99,7     | 78        | 72              | 6               | 1.299                 | 5       | 6          | 107        | 57         |
| 2006 | 100.866  | 101.232  | 99,6     | 70        | 70              |                 | 1.440                 | 5       |            | 101        | 57         |
| 2010 | 100.277  | 100.608  | 99,6     | 79        | 74              | 5               | 1.269                 | 5       | 5          | 93         | 57         |
| 2012 | 99.336   | 99.598   | 99,7     | 70        | 65              | 5               | 1.419                 | 5       | 5          | 91         | 57         |